# Ахондроплазия
Ахондроплази́я (греч. α — отрицательная приставка + греч. χόνδρος — хрящ + греч. πλάσσω — образовывать), или микромелия ( μικρό — небольшой, маленький + греч. μέλος — часть тела, конечность); (диафизарная аплазия, болезнь Парро — Мари, врожденная хондродистрофия (греч. χόνδρος — хрящ + греч. δυσ- — приставка, отрицающая положительный смысл слова + греч. τροφεῖα — питание)) — известное с древности спонтанное и наследственное заболевание человека, проявляющееся в нарушении процессов энхондрального окостенения (вероятно, в результате дефектов окислительного фосфорилирования) на фоне нормальных эпостального и периостального окостенений, что ведет к выраженной диспропорциональной низкорослости за счет недоразвития длинных костей; характеризуется целым комплексом вероятных дополнительных клинических проявлений, в частности в течение жизни высок риск развития стеноза позвоночного канала. Наследуется по аутосомно-доминантному типу. Ожидаемая продолжительность жизни при ахондроплазии примерно на 10 лет ниже среднего значения.
Термин «ахондроплазия» впервые использовал в 1878 году французский терапевт Жюль Парро (Joseph-Marie-Jules Parrott, 1829–1883), а в 1900 году невролог Пьер Мари впервые описал основные черты заболевания у детей и взрослых.

## Лечение
Дефект развития хряща — эпифизарной пластинки обусловливает неспособность рецепторов инсулиноподобного фактора роста 1 (ИФР-1) в хрящевых пластинках роста воздействовать на рост. В связи с этой этиологией человеческий гормон роста, эффективный при эндокринных формах нанизма, мало помогает людям с ахондроплазией.
Другой метод, применяемый при ахондроплазии — хирургическое удлинение длинных трубчатых костей —позволяет увеличить рост больного приблизительно на 24–28 см.
В августе и ноябре 2021 года соответственно FDA и EMA одобрили «Воксзого» (Voxzogo, восоритид) — первый и пока единственный патогенетический лекарственный препарат, предназначенный для увеличения линейного роста у людей с ахондроплазией с открытыми эпифизами, то есть кости которых всё еще растут. Восоритид (vosoritide), разработанный «БайоМарин фармасьютикал» (BioMarin Pharmaceutical), представляет собой рекомбинантный аналог натрийуретического пептида типа C (CNP) — мощного стимулятора эндохондральной оссификации. Восоритид позволяет добиться прибавки к скорости роста в среднем на 1,57 см в год, если сравнивать с плацебо.

## Известные люди, страдавшие ахондроплазией
- Сенеб (XXVI век до н. э.) — древнеегипетский высокопоставленный чиновник
- Джоти Амджи — актриса
- Чандра Бахадур Данги
- Гуль Мохаммед
- Питер Динклейдж
- Владимир Тишенков
- Владимир Фёдоров
- Дэвид Раппапорт — актёр
- Анна Кастельянос (Каст) [9]